# Sudička

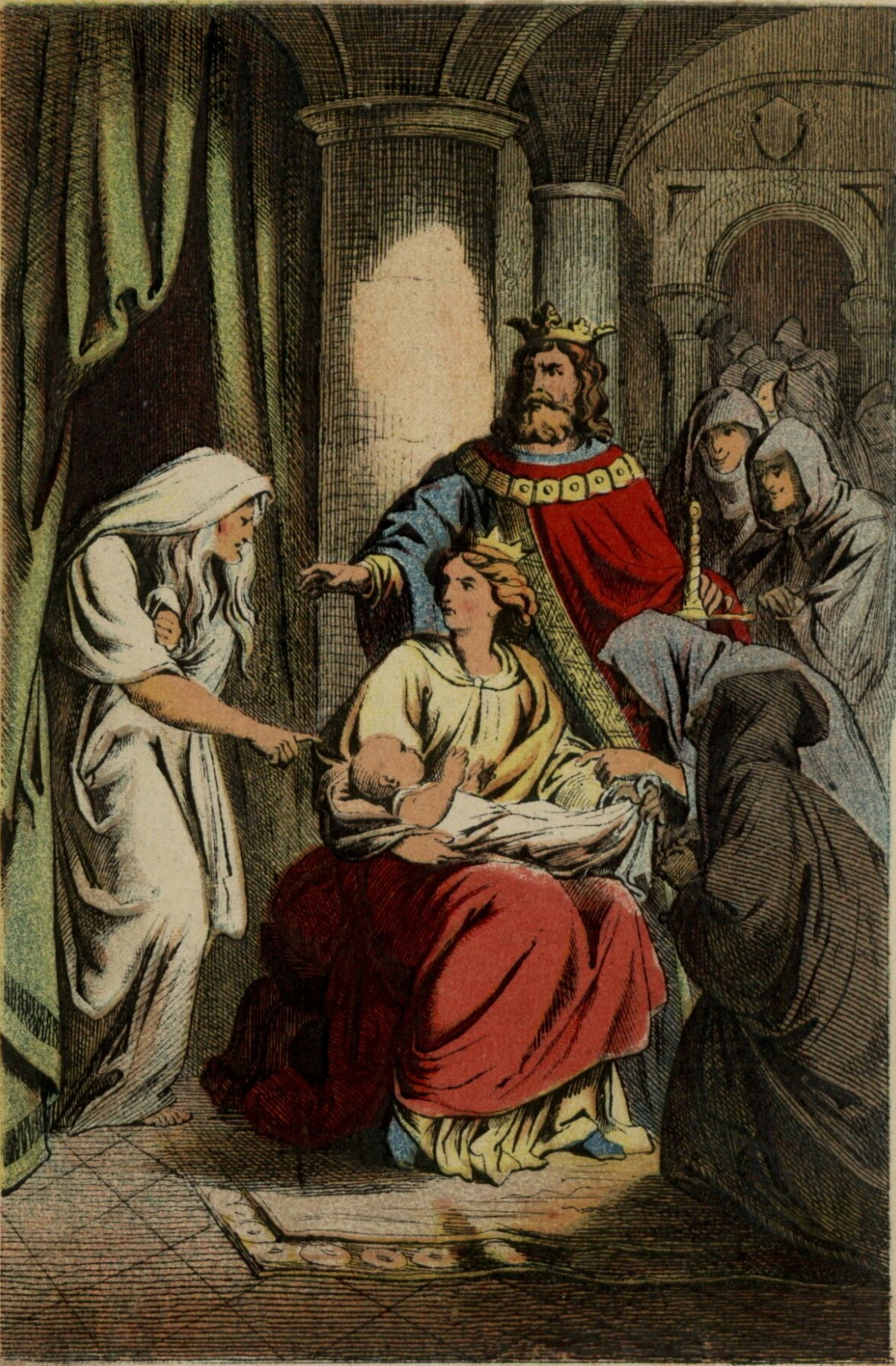
František Doucha: Sudička (ilustrace k pohádce Šípková Růženka, 1874)

Sudička je slovanský démon osudu, nejčastěji vystupující ve trojici, který určuje osud novorozence. Sudičky jsou známy především v západoslovanské a jihoslovanské kultuře, ve východoslovanské oblasti jejich místo zpravidla zaujímají Rožanice. Podobají se jim řecké Moiry, římské Parky a severské Norny.
Kromě Sudiček, případně Rožanic, mohly osud dítěti určovat víly, polské boginje, pomořanští kraśniacy, severoruští udělъnici či huculští sudci. Slovanská lidová kultura znala další démony osudu, například zosobnění dobrého a zlého osudu.

## Pojmenování
V různých slovanských jazycích je jejich pojmenování zpravidla odvozeno od osudu, příkladem jsou české Sudice, srbské a chorvatské Sudjenice nebo bulharské Sudženici. Další pojmenování jsou jako u východoslovanských Rožanic odvozena od rození či rodu, jedná se o polské Rodzanice, slovinské Rojenice a chorvatské Rodjenice. V bulharštině se také používá jméno narъčnici odvozené z narok („úděl“), nebo orisnici, urisnici či uresnici odvozené z řečtiny. Ve Slovinsku jsou pod vlivem němčiny nazývány bílé ženy (weisse Frauen), želkinje či želik žene (selige Weiber „požehnané ženy“) nebo aidovske deklice (heidnische Weiberl „pohanské ženy“).

## Česká lidová kultura
V českém prostředí jsou známy Sudičky, Sudice, Rodičky či Věštice a víra v ně je doložena již z 15. století. Mají zpravidla podobu bílých éterických panen či přívětivých babiček, jsou oděny v dlouhý šat a zahaleny plachetkou. Když určují osud dítěte, mají v rukou svíce, které po vyřčení sudby zhasnou. Člověk je může vidět jen zřídka, a v případě, že se tak přesto stane, ochrne hrůzou.
Zjevují se tradičně o půlnoci po narození dítěte a na rodičku sesílají hluboký spánek. V některých podáních nevstupují do světnice, ale zůstávají za okny nebo sedí na střeše a věští dítěti osud z hvězd. Jejich výroky se týkaly především třech okruhů života novorozence: věku, kterého se dožije, chudoby či bohatství, a způsobu smrti. Z tohoto důvodu byla třetí Sudička často ztotožňována se Smrtí. Typická byla také představa, že Sudičky život člověka předou jako nit, jejíž délka určovala, kolika let se dožije, a nejstarší z nich ji přestřihává. Aby byl dítěti zajištěn příznivý osud, Sudičkám se obětovaly plodiny nebo zvířata. Naopak nedodržení zvyků mohlo vést k tomu, že Sudičky novorozence podvrhly.

## Odrazy v kultuře
- Sudičky se vyskytují v pohádce O Šípkové Růžence.
- Jaroslav Vrchlický napsal sbírku básní Kniha sudiček (1895) s částmi I. Klotho, II. Lachesis, III. Atropos
- Předeme, předeme zlatou nitku, československá filmová pohádka Vlasty Janečkové z roku 1981
- Sudičky jsou zmíněny v písni Píseň pro malou Lenku písničkáře Jaromíra Nohavici.